# The Mothering Heart
Pour plus de détails, voir Fiche technique et Distribution.
The Mothering Heart est un court métrage muet américain, réalisé par D. W. Griffith, sorti en 1913.

## Synopsis
Une jeune femme au cœur pur s'éprend d'un jeune homme. Une fois mariés, elle aide dans un premier temps son mari à gagner de l'argent en faisant du repassage mais le jeune homme trouve finalement un travail bien payé et invite sa femme au restaurant pour célébrer la nouvelle.
Une fois au restaurant, le mari est cependant attiré par une autre femme, riche et apparemment seule. Il la rencontre ensuite de nouveau, et s'éloigne de son épouse qui attend un enfant. Cette dernière décide de le quitter une fois qu'elle a la preuve des fréquentations adultères de son mari et, une fois revenue chez sa mère, elle met son enfant au monde puis prévient son mari de la nouvelle.
Le mari est de son côté éconduit par la femme riche pour un autre homme, plus riche. Ayant reçu la lettre de son épouse il décide finalement de la reconquérir et la rejoint, mais celle-ci le repousse. Leur enfant meurt de maladie, et la jeune femme va déverser sa colère dans le jardin de son enfance en en détruisant les plantes. Revenue au chevet de son enfant, elle trouve son mari en deuil auprès de l'enfant. Elle décide de lui pardonner.

## Fiche technique
- Titre original : The Mothering Heart
- Réalisation : D. W. Griffith
- Photographie : G. W. Bitzer
- Société de production : Biograph Company
- Société de distribution : General Film Company
- Pays d'origine :  États-Unis
- Format : Noir et blanc - Film muet
- Genre : Drame
- Durée : 29 minutes
- Date de sortie :
  - États-Unis : 21 juin 1913

## Distribution
- Walter Miller : le jeune mari
- Lillian Gish : la jeune femme
- Kate Bruce : La mère de la jeune femme
- Viola Barry : The 'Idle Woman' / Femme à l'extérieur du Club
- Charles West : The 'New Light' / Homme au milieu des serveurs
- Adolph Lestina : Le docteur / Patron du Club
- Jennie Lee : Cliente à la laverie
- Charles Murray : Danseur Apache
- Gertrude Bambrick : Danseuse Apache
- Josephine Crowell (non créditée) : Femme à la collecte de repassage